# Club Athlétique Bizertin
El Club Athlétique Bizertin, també conegut com a CAB (àrab: النادي الرياضي البنزرتي, an-Nādī ar-Riyāḍī al-Binzartī, ‘Club Esportiu de Bizerta’), és un club esportiu tunisià de la ciutat de Bizerta.
El club va ser fundat el 20 de juny de 1928.

## Seccions
- Futbol
- Handbol
- Voleibol
- Basquetbol
- Boxa
- Karate

## Palmarès
- Lliga tunisiana de futbol[2]
  - 1944¹, 1945¹, 1948¹, 1984

- Copa President tunisiana[3]
  - 1982, 1987, 2013

- Copa de la Lliga tunisiana de futbol (1):
  - 2004

- Recopa africana de futbol (1): 
  - 1988

¹títols anteriors a la independència.

## Jugadors destacats
| - Khaled Gasmi - Boubaker Haddad - Mokhtar Ben Nacef - Mourad Gharbi - Ghazi Limam - Abdeljelil Mahouachi - Ahmed Souissi - Hamda Ben Doulet - Ahmed Bourchada | - Moustapha Haj Kacem - Houcine El Bez - Ibrahim Zaghouani - Mohamed Khan - Mohamed Abdel Kader Coubadja Touré - Massamesso Tchangai - Marcos Dos Santos - Henri Bienvenu - Rashidi Yekini |

## Entrenadors destacats
- Farid Ben Belgacem
- Jose Paulo Rubim[4]